# Lista siturilor arheologice din județul Teleorman - S
Lista siturilor arheologice din județul Teleorman - S conține toate siturile arheologice din județul Teleorman înscrise în Repertoriul Arheologic Național (RAN) și aflate în localități al căror nume începe cu litera S. RAN este administrat de Ministerul Culturii și Patrimoniului Național și cuprinde date științifice, cartografice, topografice, imagini și planuri, precum și orice alte informații privitoare la zonele cu potențial arheologic, studiate sau nu, încă existente sau dispărute.
Puteți căuta un sit din localitățile care încep cu litera S folosind formularul de mai jos sau puteți naviga prin toate siturile din județ la Lista siturilor arheologice din județul Teleorman.
| Cod RAN                                   | Denumire | Localitate                             | Adresă                   | Datare          | Descoperit | Coordonate                                    | Imagine           | Erori            |
| ----------------------------------------- | --- | -------------------------------------- | ------------------------ | --------------- | ---------- | --------------------------------------------- | ----------------- | ---------------- |
| 153945.01.01                              | Castrul roman de la Salcia- La Cetate / ansamblu anonim (Categorie: locuire militară) (Tip: Castru)                             | sat Salcia, comuna Salcia              | La cetate                | sec. III        |            |                                               | Încărcați imagine | Raportați eroare |
| 152118.01.01 (Cod LMI: TR-I-s-B-14223)    | Tell-ul eneolitic de la Sericu - "Măgura lui Pantelimon" / ansamblu anonim (Categorie: locuire civilă) (Tip: Tell)              | sat Sericu, comuna Blejești            | Măgura lui Pantelimon    |                 |            | 44°18′32″N 25°25′08″E / 44.30889°N 25.41889°E | Încărcați imagine | Raportați eroare |
| 154237.01.01                              | Tell-ul eneolitic de la Siliștea - "Măgura Mantolea" / ansamblu anonim (Categorie: fortificație) (Tip: Tell)                    | sat Siliștea, comuna Siliștea          | Măgura Mantolea          |                 |            | 44°21′53″N 25°50′21″E / 44.36472°N 25.83917°E | Încărcați imagine | Raportați eroare |
| 154656.01.01 (Cod LMI: TR-I-m-B-14224.01) | Situl arheologic de la Slăvești - "Măgura din Valea Măgurii" / ansamblu anonim (Categorie: locuire civilă) (Tip: Așezare)       | sat Slăvești, comuna Tătărăștii de Jos | Măgura din Valea Măgurii | Gumelnița       |            |                                               | Încărcați imagine | Raportați eroare |
| 154656.01.02 (Cod LMI: TR-I-s-B-14224)    | Situl arheologic de la Slăvești - "Măgura din Valea Măgurii" / ansamblu anonim (Categorie: locuire civilă) (Tip: Așezare)       | sat Slăvești, comuna Tătărăștii de Jos | Măgura din Valea Măgurii |                 |            |                                               | Încărcați imagine | Raportați eroare |
| 154656.01.03 (Cod LMI: TR-I-m-B-14224.02) | Situl arheologic de la Slăvești - "Măgura din Valea Măgurii" / ansamblu anonim (Categorie: locuire civilă) (Tip: Tell)          | sat Slăvești, comuna Tătărăștii de Jos | Măgura din Valea Măgurii |                 |            |                                               | Încărcați imagine | Raportați eroare |
| 152118.02.01 (Cod LMI: TR-II-m-A-14456)   | Biserica de lemn "Sf. Nicolae" de la Sericu / ansamblu anonim (Categorie: structură de cult/religioasă) (Tip: Biserică de lemn) | sat Sericu, comuna Blejești            |                          | sec. al XIX-lea |            |                                               | Încărcați imagine | Raportați eroare |